# Reforma constitucional en materia penal (México, 2008)

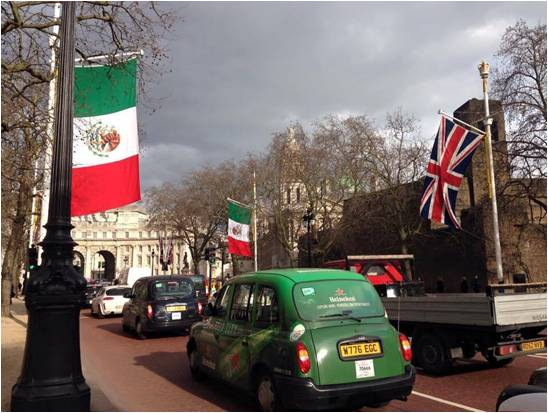

La Reforma constitucional en materia penal (México, 2008) modifica el proceso penal se introducen cambios al sistema de justicia de la nación en materia penal planteados por la reforma constitucional del año 2008, dando énfasis a los cambios más contrastantes al antiguo sistema. También se introduce el contraste entre el nuevo sistema acusatorio de juicios y se explica el contexto que llevó a la reforma.

## Contexto
El año 2000 marcó en el mundo el inicio de un nuevo siglo XXI. Para los mexicanos, sin embargo, significó también el año de inicio de su historia como Estado democrático, al lograrse la alternancia en una elección federal presidencial, tras un dominio ininterrumpido por más de 70 años del Partido Revolucionario Institucional (PRI), que fuera considerado "partido hegemónico" en el país, las elecciones del 2 de julio de 2000 arrojan como ganador de la contienda presidencial al candidato del Partido Acción Nacional (PAN) Vicente Fox Quezada.
A menos de una década de haber estrenado su joven democracia, en 2008, México implementa una reforma constitucional con la que pasa de un modelo de justicia penal inquisitiva desarrollado durante la recientemente superada etapa del “presidencialismo” a un modelo de sistema penal acusatorio, predominantemente oral, público, y con inmediación entre el acusado y el juez, con un Juez de Control Constitucional durante la integración del proceso, garantizando así la observancia y respeto a los Derechos Humanos del procesado y de la víctima o el ofendido, quien también tiene un lugar como parte en la sala durante cada etapa del procedimiento. Avances en materia de Derechos Humanos, como los que trajo esta reforma, le han ganado a los mexicanos, en apenas dos décadas del presente siglo, una presencia y un respeto en el plano internacional muy diferente a los que tuvo durante el siglo XX.
Las reformas se originaron a raíz de una crisis judicial. Hasta el año 2011, se arrojaron los siguientes datos: solamente el 15% de los delitos son denunciados, el juez no está presente en las diligencias de desahogo de pruebas en el 80% de los casos, el 95% de las sentencias son condenatorias, el 90% de las sentencias condenatorias son base a la confesión del acusado, más del 50% de los presos aún no han sido condenados, el 60% de las órdenes de aprehensión no se cumplen, más de la mitad de los procesados no tuvieron una representación adecuada, el 80% de los mexicanos dicen no confiar en el sistema de justicia, se estima que solo el 2 % de los que cometieron un delito cumplieron su sentencia (Sánchez, 2011). La reforma fue publicada el 18 de junio de 2008, aunque su implementación ha sido parcial y paulatina (Instituto de Justicia Procesal Penal, 2014). Está planeado que alcance la totalidad en junio de 2016.

## Reformas al sistema penal

### Artículos reformados

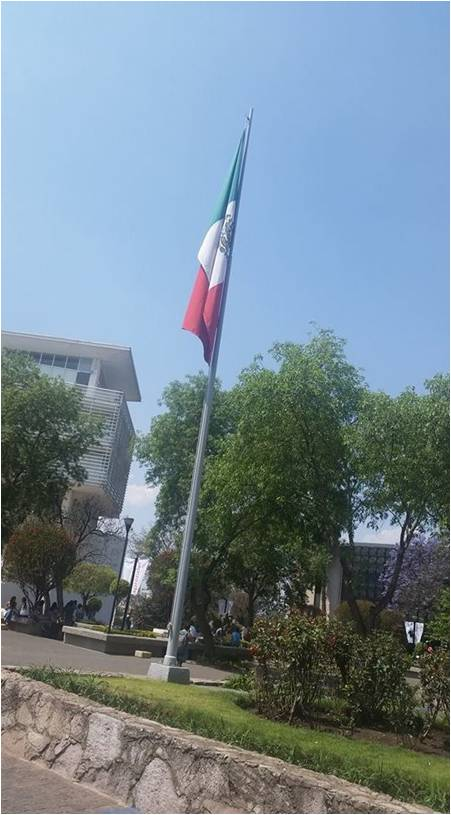
La bandera mexicana se encuentra en las salas de juicios orales como símbolo de la autoridad de la nación que debe regir los procesos legales llevados con apego total a la ley.

La reforma afecta directamente a los artículos 16, 17, 18, 19, 20, 21, 22, 73 (fracciones XXI y XXIII), 115 (fracción VII) y 123 (fracción XIII, apartado B) de la constitución mexicana (Universidad Nacional Autónoma de México, 2007). El artículo 20 ha sido aquel que ha sufrido mayores transformaciones. A partir de la reforma, el artículo 20 introduce los sistemas acusatorios  y oral, los cuales se rigen por los aspectos de publicidad, contradicción, concentración, continuidad e inmediación. Los siguientes son algunos aspectos que el artículo estipula actualmente (UNAM, 2007): el proceso penal tendrá por objeto el esclarecimiento de los hechos, proteger al inocente, procurar que el culpable no quede impune y que los daños causados por el delito se reparen; cualquier prueba obtenida con violación de derechos fundamentales será nula; que se presuma la inocencia de toda persona imputada mientras no se declare su responsabilidad mediante sentencia emitida por el juez de la causa; que se le informe al imputado, tanto en el momento de su detención como en su comparecencia ante el ministerio público o el juez, los hechos que se le imputan y los derechos que le asisten.

### Cambios principales
Los beneficios que conlleva la reforma, ..debate público oral previo a las tomas de decisiones que sustituya el uso de expediente como resolución; implementación de tecnología científica de vanguardia y de pruebas forenses durante la etapa de investigación; que la declaración de la víctima sea escuchada directamente y personalmente por el ministerio público o el juez antes de emitir la sentencia; el acusado contará con un licenciado en derecho garantizado desde el inicio del proceso; el imputado se presume inocente hasta que se compruebe lo contrario mediante la investigación, y el uso de la prisión preventiva sea racionalizado; todas las pruebas obtenidas durante la investigación no tienen valor probatorio hasta ser presentadas frente a una autoridad competente; juez de control que supervise el respeto de los derechos de la víctima y el imputado durante la investigación del ministerio público; introducción de salidas alternas a juicio (conciliación, mediación, suspensión del proceso, etc.); implementación del juicio abreviado cuando exista una confesión voluntaria del imputado; jueces diferentes entre ambas las etapas del proceso (investigación y juicio); el proceso de impugnación dé una respuesta oportuna ante posibles violaciones de derecho (Sánchez, 2011).

## Sistema Acusatorio y Sistema Inquisitivo Escrito

### Contraste
El sistema acusatorio, en comparación con el sistema inquisitivo escrito, pretende disminuir la corrupción durante los procesos penales, y estimula la eficacia de la investigación, del juicio y de la sentencia. A continuación se presenta una tabla que demuestra el contraste entre ambos sistemas (Sánchez, 2011).

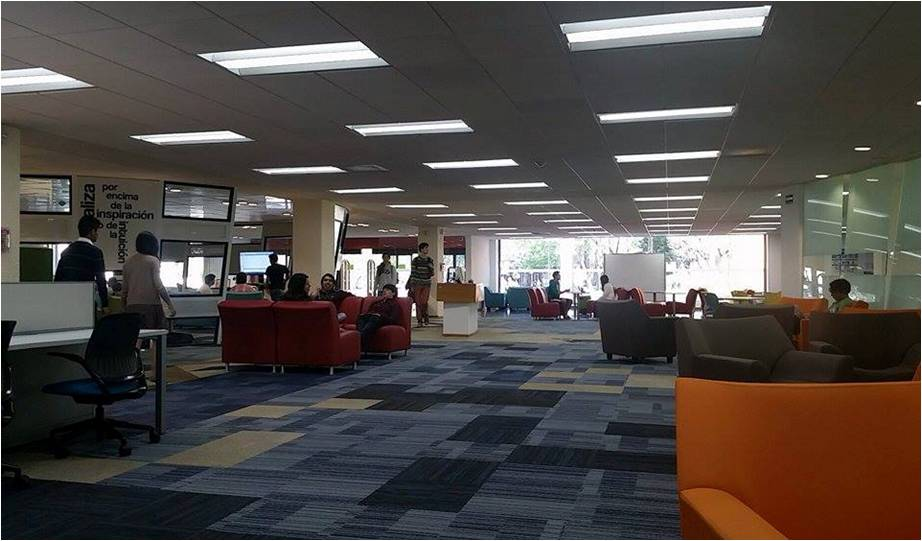
Todos los ciudadanos ya son capaces de poder ejercer su derecho de denunciar e ir a un juicio oral sin necesidad de un abogado al iniciar el proceso, ahora es posible tener una mayor participación judicial dentro del país.

| Sistema Acusatorio                                                                                                 | Sistema Inquisitivo Escrito                                                                                   |
| --- | --- |
| Presunción de inocencia como norma.                                                                                | Violaciones sistemáticas a la presunción de inocencia.                                                        |
| Juez presencial; ambas partes exponen verbalmente.                                                                 | Expediente de escritos; mayor valor probatorio por parte del ministerio público.                              |
| Imputado como sujeto de derechos a quien se le escucha para ser juzgado.                                           | Imputado como objeto dentro del sistema, juzgado a través de documentos.                                      |
| Información de los procesos valorada directamente por el juez.                                                     | Valoración de la información de escritos por parte de escribientes y secretarios.                             |
| Participación activa del acusado y la víctima.                                                                     | Confesión ante agentes investigadores con mayor valor probatorio.                                             |
| Racionalización de la prisión preventiva.                                                                          | Generación automática de la prisión preventiva.                                                               |
| Salidas alternas a juicio.                                                                                         | Inexistencia de la conciliación entre las partes, sin salidas alternas.                                       |
| El juez de Control o Garantías es distinto juez de Juicio Oral, este último sin conocimiento previo sobre el caso. | Juez único para todo el proceso.                                                                              |
| Juicios regidos por oralidad, publicidad, inmediación, contradicción, concentración y continuidad.                 | Escritos cerrados.                                                                                            |
| Juicios ordenados y breves.                                                                                        | Juicios lentos e informales.                                                                                  |
| Incentivación y reglamentación de la actuación científica y profesional de las partes.                             | Investigación basada en el escrito del ministerio público como palabra predominante y prácticamente absoluta. |

## Objetivos
Las reformas surgen como contrarresta a un estado, por lo que se espera que cubra las expectativas de su redacción. Los objetivos principales de esta reforma son:
- Agilizar los procesos penales.
- Disminuir los tiempos del proceso, desde que se hace la denuncia hasta su pronta resolución.
- Cambiar la perspectiva de "todos son culpables hasta que se demuestre lo contrario" a " todos son inocentes hasta que se demuestre lo contrario".
- Ejercer de una mejor manera y de una manera más visible los derechos humanos.